# Anisosepalum lewallei
Anisosepalum lewallei là một loài thực vật có hoa trong họ Ô rô. Loài này được Bamps mô tả khoa học đầu tiên năm 1972.